# Carmen Argibay

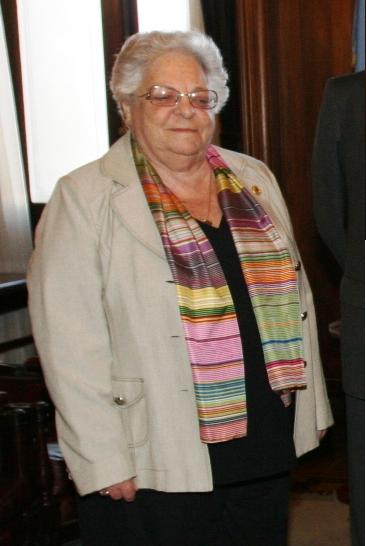
Carmen Argibay

Carmen María Argibay (15 tháng 6 năm 1939 – 10 tháng 5 năm 2014) là thành viên của Tòa án Công lý Tối cao Argentina. Bà là người phụ nữ đầu tiên được chính phủ dân chủ ở Argentina đề cử vào Tòa án và gây ra một số tranh cãi khi tuyên bố mình là người vô thần và là người ủng hộ phá thai hợp pháp.

## Tuổi thơ
Sinh ra ở Buenos Aires, Argibay học tại Khoa Luật của Đại học Buenos Aires, và trở thành luật sư vào ngày 11 tháng 6 năm 1964. Bà làm việc trong một số văn phòng tư pháp công và giảng dạy ở một số trường đại học, cho đến năm 1976. Vào ngày 24 tháng 3 năm đó, một cuộc đảo chính đã bắt đầu chế độ độc tài của quá trình tái tổ chức quốc gia. Chính quyền quân sự đã bắt bà, nhưng bà không bị buộc tội chính thức, và giam bà trong tù cho đến tháng 12. Sau khi được thả ra, bà tập trung vào công việc thực hành pháp luật tư nhân.
Sau khi Argentina trở lại chế độ dân chủ, vào ngày 7 tháng 6 năm 1984, Argibay được bổ nhiệm làm thẩm phán tại một tòa án hình sự ở Buenos Aires. Bà đã được thăng chức vào năm 1988 và một lần nữa vào năm 1993, và cuối cùng đã nghỉ hưu vào ngày 1 tháng 1 năm 2002.
Argibay là thành viên của Hiệp hội Luật Hình sự Quốc tế, đồng thời là thành viên sáng lập Hiệp hội Thẩm phán Phụ nữ Quốc tế, do bà chủ trì từ năm 1998 đến 2000. Bà cũng thành lập Hiệp hội Thẩm phán Phụ nữ Argentina.
Bà tham gia với tư cách là thẩm phán trong Tòa án Tội ác Chiến tranh Quốc tế Phụ nữ về Nô lệ tình dục quân sự của Nhật Bản, tập hợp vào tháng 12 năm 2000 để kiện quân đội Nhật Bản vì tội ác chiến tranh, đặc biệt là về vấn đề " phụ nữ giải khuây ".
Vào tháng 6 năm 2001, bà được bổ nhiệm làm thẩm phán ad litem tại Toà án Hình sự Quốc tế về Nam Tư cũ (ICTY).

## Đề cử lên Tòa án Tối cao
Argibay là một trong những Thẩm phán đầu tiên được bầu vào Tòa án Tối cao Argentina khi Tổng thống Néstor Kirchner bắt đầu thúc đẩy đổi mới. Bà đã được Tổng thống đề xuất, để xem xét các giới chuyên môn và công chúng nói chung, vào ngày 30 tháng 12 năm 2003. Thượng viện đã phê chuẩn chỉ định bà vào ngày 7 tháng 7 năm 2004. Argibay đã trở thành một thành viên của Tòa án vào ngày 3 tháng 2 năm 2005, một khi bà có thể từ bỏ công việc của mình tại ICTY. Bà là người phụ nữ đầu tiên từng được chính phủ dân chủ đề cử cho chức vụ của tòa án cao nhất của Argentina (Elena Highton là người thứ hai được đề cử sau đó, nhưng đã vào Tòa án trước đó).
Đề cử cho Argibay đã gặp phải sự kháng cự từ một số thành phần của xã hội, đặc biệt là những khu vực bảo thủ của Giáo hội Công giáo La Mã, sau khi bà tiếp tục nói rằng bà thiên về cánh tả hơn là cánh hữu", một "người chiến binh vô thần", và ủng hộ "quyền phụ nữ tự quyết định về cơ thể của chính họ". Hầu hết người Argentina theo tôn giáo và 85% theo Công giáo La Mã trên danh nghĩa; phá thai là bất hợp pháp ở Argentina trong hầu hết các trường hợp.
Khi đề cử này được công khai, một số tiếng nói bảo thủ đã chỉ trích bà vì chủ nghĩa vô thần và lập trường của bà về phá thai; một tổ chức Công giáo phàn nàn rằng Argibay, người độc thân và không có con, là "không đại diện cho phụ nữ Argentina". Đối với những lời chỉ trích này, Argibay trả lời: "Tôi tin rằng việc nói trước mình là ai hoặc mình nghĩ gì là một dấu hiệu của sự trung thực, đó là bước đầu tiên hướng tới sự vô tư. Niềm tin của tôi, hoặc việc thiếu niềm tin, sẽ không can thiệp vào các quyết định tư pháp mà tôi đưa ra."
Argibay đã được trao Giải thưởng Gruber cho Công lý năm 2007 (chia sẻ cùng với thẩm phán Chile Carlos Cerda và luật sư người Peru Mónica Feria Tinta) vì đã thúc đẩy bình đẳng giới và loại bỏ tham nhũng trong hệ thống tư pháp.
Bà qua đời vào ngày 10 tháng 5 năm 2014 sau khi gặp các vấn đề về hô hấp, tim và ruột.